# Пентахорд
Пентахо́рд (от др.-греч. πέντε — пять и χορδή — струна) — пятиступенный звукоряд в объёме квинты. В узком смысле термин употребляется для обозначения отрезков диатонической гаммы, ограниченных интервалом квинты .  

## Описание
Пентахорд занимает промежуточное положение между древнегреческим тетрахордом и гвидоновым гексахордом не только логически, но и исторически: именно пентахорд играет центральную роль в раннесредневековом трактате Musica enchiriadis (лат. «Учебник музыки»).

## Диатонические пентахорды
В нижеследующей таблице (где Т — диатонический целый тон, а П — диатонический полутон), представлены все типы пятиступенных отрезков диатонической гаммы с примерами в «белоклавишной» диатонике.
| Название   | Строение | Пример        |
| ---------- | -------- | ------------- |
| Мажорный   | ТТпТ     | от До до Соль |
| Минорный   | ТпТТ     | от Ля до Ми   |
| Фригийский | пТТТ     | от Ми до Си   |
| Лидийский  | ТТТп     | от Фа до До   |
| Локрийский | пТТп     | от Си до Фа   |

## Другие значения термина
Начиная с XX века в литературе встречается применение термина «пентахорд» в отношении любых пятиступенных систем. В частности, в научном лексиконе этномузыкологов сложилась практика обозначения амбитуса (звукоряда в диапазоне обрамляющего интервала) языковыми конструкциями типа «пентахорд в сексте», «пентахорд в септиме» (в общем виде — полихорд в объёме интервала). 
Словосочетанием «пентахорд в сексте» иногда называют шкалы пентатонного рода, в которых представлены все пять ступеней.
В зарубежном музыковедении термин pentachord в рамках так называемой Теории звуковысотных множеств (англ. pitch-class set theory) обозначает, соответственно, множества из пяти звуков (см. также Высотный класс).